# دافيد ريمز
دافيد ريمز ((بالعبرية: דוד רמז)، ولد دافيد درابكين في 1886 وتوفي في 19 مايو 1951) كان سياسي إسرائيلي، وأول وزير للنقل، وأحد الموقعين على وثيقة إعلان قيام إسرائيل.
ولد ريمز في قرية كوبيس في الإمبراطورية الروسية (الآن في روسيا البيضاء) عام 1886 وحضر المدرسة الثانوية هناك. درس القانون في تركيا قبل البدء في العمل كمدرس. انتقل إلى فلسطين العثمانية عام 1913، وعمل كعامل زراعي في بن شيمن، وبير توفيا، وكركور، وزخرون يعقوب.